# Họ Đà điểu
Họ Đà điểu (Struthionidae) là một họ chim không biết bay thuộc Bộ Đà điểu (Struthioniformes), gồm những loài đà điểu, và họ hàng đã tuyệt chủng của chúng. Hai loài đà điểu còn sinh tồn là đà điểu châu Phi và đà điểu Somali, cả hai đều thuộc chi Struthio, cũng chứa một số loài được biết đến từ hóa thạch thế Holocen như đà điểu châu Á. Đà điểu châu Phi là loài phổ biến rộng rãi hơn trong hai loài, và là loài chim còn sống lớn nhất. Loài đà điểu còn lại cũng được xem là một trong những loài chim lớn nhất từ trước đến nay.
Đà điểu xuất hiện lần đầu tiên từ thế Miocen, mặc dù các hóa thạch thế Paleocen, thế Eocen và thế Oligocen khác nhau cũng có thể thuộc về họ này. Đà điểu được phân loại vào trong nhóm các loài chim thứ lớp Palaeognathae, tất cả các loài còn sinh tồn trong thứ lớp này đều không biết bay, bao gồm cả chim kiwi, đà điểu Emu và đà điểu Nam Mỹ.

## Phân loại

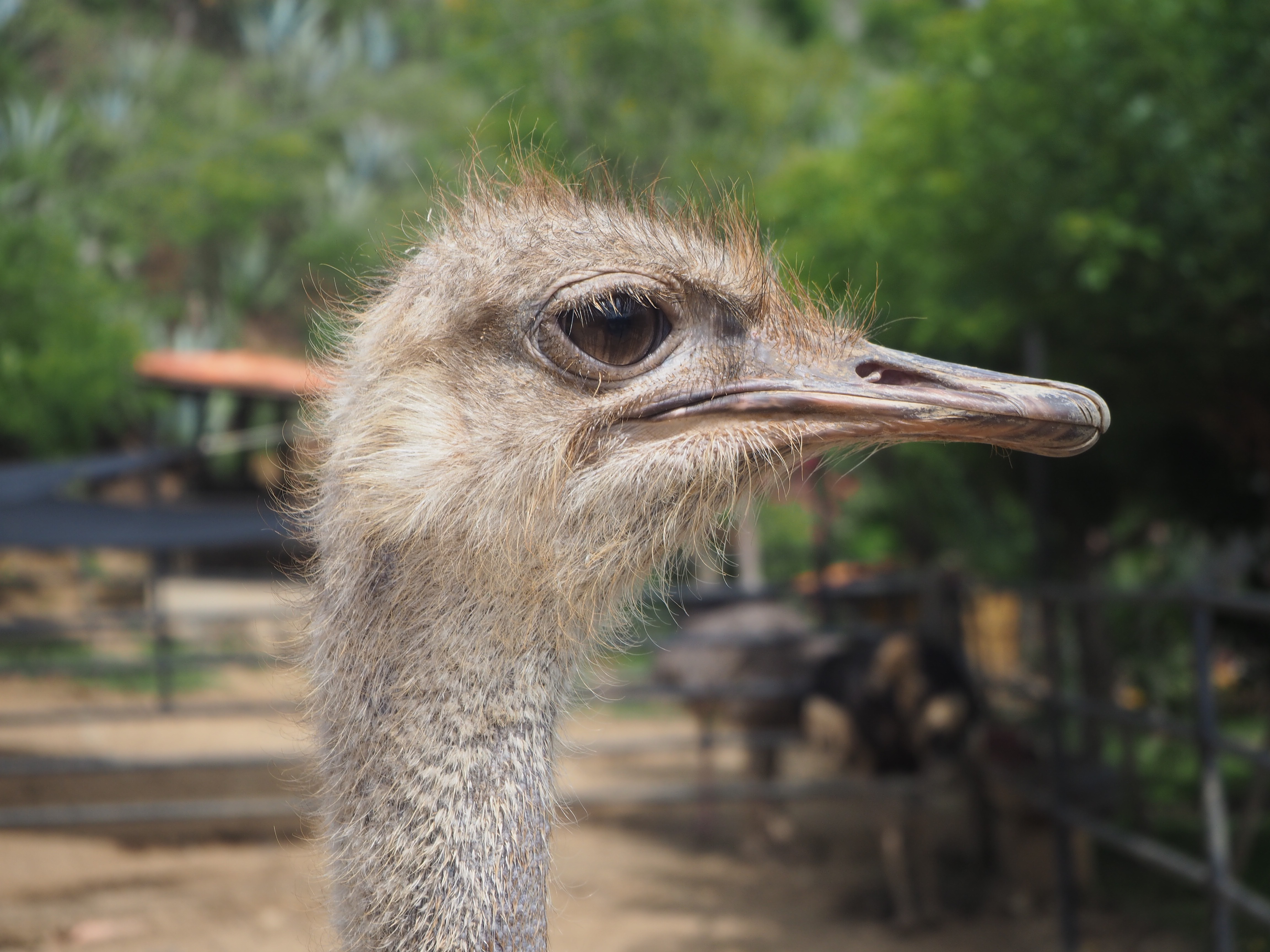
Đà điểu tại Bucaramanga, Colombia.

Năm 2019, các loài S. pannonicus, S. dmanisensis (đà điểu khổng lồ) và S. transcaucasicus đã được chuyển đến chi Pachystruthio.
Bộ Struthioniformes Latham 1790 (đà điểu)
- Họ Struthionidae Vigors 1825
  - Chi ?†Palaeotis Lambrecht 1928
    - †Palaeotis weigelti Lambrecht 1928 (giữ thế Eocen)

  - Chi ?†Remiornis Lemoine, 1881
    - †Remiornis heberti Lemoine, 1881

  - Chi ?†Eremopezus Andrews, 1904
    - †Eremopezus eocaenus Andrews, 1904

  - Chi ?†Pachystruthio (Cuối thế Pliocen - thế Pleistocen) Kretzoi, 1954
    - Pachystruthio pannonicus Kretzoi, 1954
    - Pachystruthio dmanisensis Burchak-Abramovich and Vekua, 1990
    - Pachystruthio transcaucasicus Burchak-Abramovich & Vekua, 1971

  - Chi Struthio Linnaeus 1758 (Đầu thế Miocen – Gần đây)
    -  ?†S. anderssoni Lowe 1931 [ootaxa]
    -  ?†S. barbarus Arambourg 1979
    -  ?†S. daberasensis Pickford, Senut & Dauphin 1995
    -  ?†S. epoasticus Bonaparte
    -  ?†S. kakesiensis Harrison & Msuya 2005 [ootaxa]
    -  ?†S. karingarabensis Senut, Dauphin & Pickford 1998 [ootaxa]
    - †S. chersonensis Brandt 1873
    - †S. asiaticus Brodkorb 1863 (đà điểu châu Á)
    - †S. coppensi Mourer-Chauviré et al. 1996
    - †S. mongolicus [ootaxa] (Inner Mongolia)[7]
    - †S. oldawayi Lowe 1933
    - †S. wimani Lowe 1931
    - S. molybdophanes Reichenow 1883 (đà điểu Somali)
    - S. camelus Linnaeus 1758
      - S. c. australis (Gurney 1868) (đà điểu Nam Phi)
      - †S. c. syriacus Rothschild 1919 (đà điểu Ả Rập)
      - S. c. camelus Linnaeus 1758 (đà điểu Bắc Phi)
      - S. c. massaicus (Neumann 1898) (đà điểu Masai)